# لويس ألموند
لويس ألموند (بالإنجليزية: Louis Almond)‏ هو لاعب كرة قدم بريطاني، ولد في 5 يناير 1992 في بلاكبرن في المملكة المتحدة. لعب مع لينكولن سيتي أف سي ونادي بارو ونادي بلاكبول ونادي ترانمير روفرز لكرة القدم ونادي ساوثبورت ونادي هايد إف سي ونادي يورك سيتي.

## وصلات خارجية
- لويس ألموند على موقع قاعدة بيانات كرة القدم.إي يو (الإنجليزية)
- لويس ألموند على موقع Soccerbase.com (لاعب) (الإنجليزية)
- لويس ألموند على موقع Soccerway.com (الإنجليزية)